# Кастор (звезда)
Кастор или α Близанаца (лат. Castor, α Geminorum, α Gem) је друга најсјајнија звезда сазвежђа Близанци. Иако мање сјајна од Полукса, Бајер ју је означио словом α као севернију.
Кастор је звездани систем који је од Земље удаљен између 51 и 52 светлосне године Привидна магнитуда Кастора износи 1,58, али се већ и малим телескопом могу разлучити две звезде, означене као Castor A и Castor B. Ове две звезде су раздвојене око 3,1” а период ротације износи приближно 450 година. Castor A је звезда главног низа магнитуде 1,9, спектралне класе A1 V или A2 V. Castor B је звезда треће магнитуде, такође звезда са низа, чија спектрална класа није поуздано одређена, већ се процењује или као A2 V или као A5 V. Обе звезде су спектроскопске двојне, периода ротације 9,21 дан (Castor A, удаљеност међу компонентама око 0,12 АЈ) односно 2,93 дана (Castor B, удаљеност међу компонентама око 0,03 АЈ). Оба система су извори икс-зрака, највероватније захваљујући хладнијим компонентама. Укупна маса система је између 5,3 (спектралних класа) и 5,7 (на основу орбиталних елемената) маса Сунца.
Еклипсна променљива спектроскопска двојна звезда YY Geminorum је део система Кастора и носи ознаку и Castor C, тако да Кастор заправо представља секстет. Castor C се састоји из две приближно исте звезде класе М, у просеку 0,61 Сунчевих маса. Радијуси компоненти су 0,62 радијуса Сунца, а удаљеност међу њима свега 3,9 радијуса Сунца, тако да им је период револуције 19,54 сата. YY Geminorum је од квартета Castor AB удаљен најмање 1000 АЈ, тако да је период револуције већи од 14.000 година.